# Nuova Svevia
La Nuova Svevia (Neuschwabenland in tedesco) è una zona dell'Antartide con una superficie di 600 000 km² compresa tra le longitudini 20° E e 10° O (situata nella Terra della Regina Maud, rivendicata dalla Norvegia), che fu rivendicata dalla Germania nazista dal 19 gennaio 1939 all'8 maggio 1945.

## Il contesto
Come altri paesi, tra la fine del XIX e l’inizio del XX secolo la Germania finanziò diverse spedizioni nella regione antartica, la maggior parte scientifiche. Le spedizioni della fine del XIX secolo nell'Oceano Antartico, nella Georgia del Sud, nelle Isole Kerguelen e nelle Isole Crozet erano di tipo astronomico, meteorologico e idrologico, per lo più in stretta collaborazione con gruppi scientifici di altri paesi. Alla fine del XIX secolo, la Germania iniziò a concentrarsi sull’Antartide.
La prima spedizione tedesca in Antartide fu la spedizione Gauss e fu guidata dal professore di geologia Erich Dagobert von Drygalski nel 1901. La spedizione, composta da 27 uomini, durò più di due anni e la loro nave Gauß rimase bloccata per più di 14 mesi nella banchisa. Agli studiosi, geografi, è dovuta la scoperta della Terra di Guglielmo II, così denominata in onore dell'allora imperatore tedesco Guglielmo II.
La seconda spedizione ufficiale (1911-1912) fu guidata da Wilhelm Filchner. Fece studi per comprendere se l'Antartide fosse formata da un'unica terra. Con la sua nave, la Deutschland, penetrò nel Mare di Weddell, allora inesplorato. La spedizione scoprì e diede il nome alla costa di Luitpold e alla piattaforma di ghiaccio Filchner.
Nel 1937 una flotta baleniera tedesca fu messa in mare  e, dopo il suo ritorno riuscito all'inizio del 1938, furono elaborati i piani per una terza spedizione antartica tedesca.
La terza spedizione (1938-1939), guidata da Alfred Ritscher, fu organizzata col principale obiettivo di creare una zona per la caccia alle balene. All'epoca l'olio di balena era la principale materia prima per la fabbricazione della margarina e del sapone e la Germania, comprando 200 000 t/an dai norvegesi, era il secondo importatore mondiale. Oltre allo svantaggio di dipendere dalle importazioni, si pensava che la Germania sarebbe presto entrata in guerra, il che avrebbe messo a dura prova le riserve di valuta estera della Germania. Un altro obiettivo era esplorare possibili posizioni per una base navale tedesca.

## La spedizione del 1938

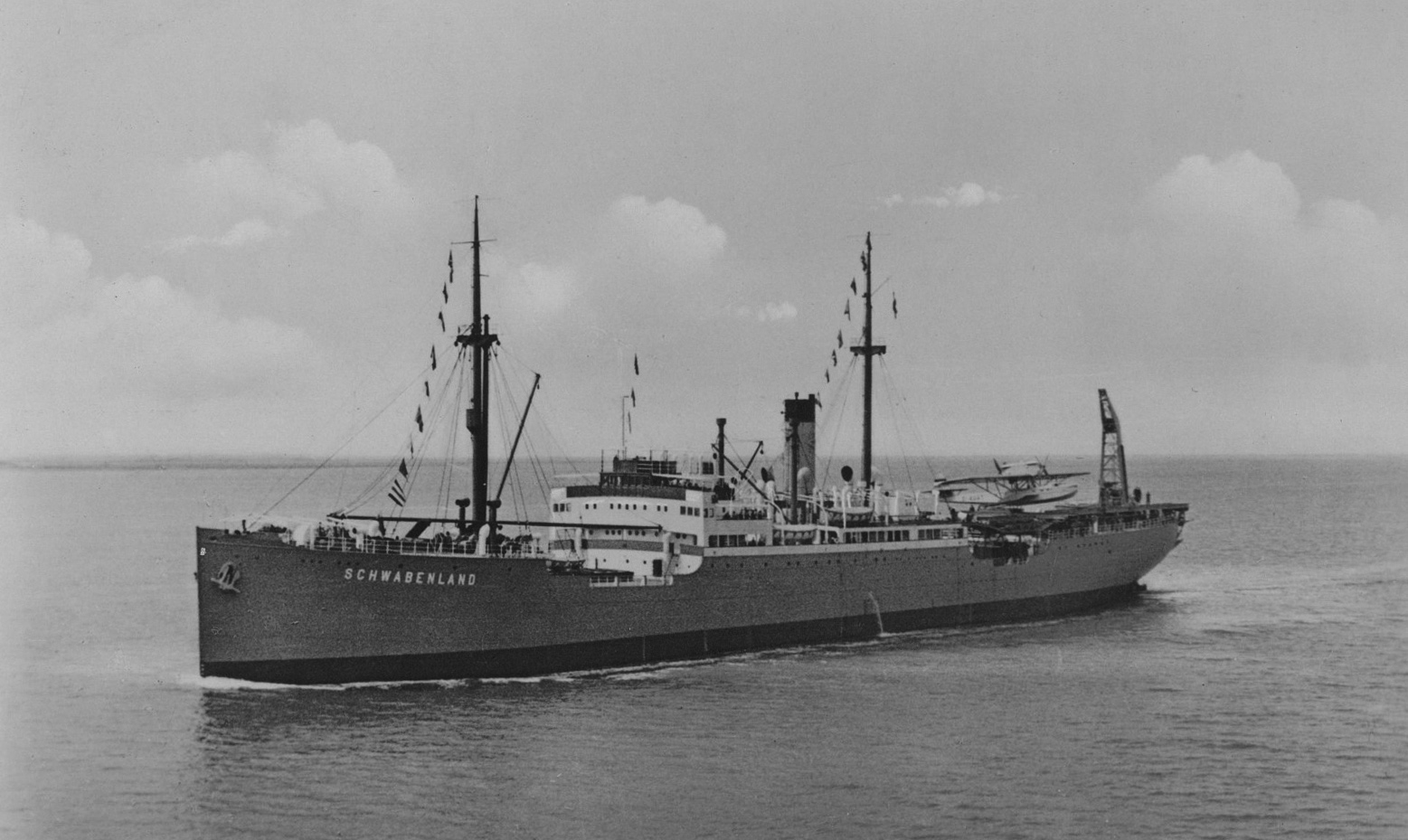
La nave tedesca Schwabenland nel 1938

Il 17 dicembre 1938 partì da Amburgo la nave Schwabenland (una nave mercantile costruita nel 1925 e ribattezzata nel 1934 in onore della regione della Svevia nella Germania meridionale) che poteva anche trasportare aerei. La spedizione comprendeva 57 persone  (33 membri della spedizione e 24 dell'equipaggio della Schwabenland). Nel gennaio 1939 la nave arrivò presso la costa la nave arrivò sulla costa della Principessa Marta (4° 15´ O 69° 10´ S), in un'area che era stata recentemente rivendicata dalla Norvegia come Terra della Regina Maud, e iniziò a mappare la regione. Le bandiere della Germania nazista furono collocate sul ghiaccio marino lungo la costa. Le settimane seguenti i due idrovolanti Dornier Do J della nave, il Passat e il Boreas, effettuarono una quindicina di voli, realizzando più di 16.000 fotografie aeree alcune delle quali furono pubblicate nel dopoguerra da Ritscher. L'equipaggio installò una base temporanea e fece sventolare tre bandiere naziste. L'oasi Schirmacher libera dai ghiacci, che ora ospita le stazioni di ricerca Maitri e Novolazarevskaya, fu avvistata dall'alto da Richard Heinrich Schirmacher da cui prende il nome poco prima che lo Schwabenland lasciasse la costa antartica il 6 febbraio 1939. Nel mese di febbraio la nave ripartì per la Germania. Dal nome della nave, Schwabenland (Svevia), prese in seguito nome il territorio esplorato (Nuova Svevia, appunto).
Durante il viaggio di ritorno in Germania, la spedizione effettuò studi oceanografici vicino all'isola Bouvet e Fernando de Noronha, arrivando ad Amburgo l'11 aprile 1939. Nel frattempo, il governo norvegese era venuto a conoscenza della spedizione attraverso i rapporti dei balenieri lungo la costa della Terra della Regina Maud.
Furono pianificate altre due spedizioni per le estati del 1939-1940 e del 1940-1941, ma furono annullate a causa dell'inizio della Seconda guerra mondiale. La seconda spedizione avrebbe dovuto studiare la fattibilità della costruzione di una base navale, che probabilmente avrebbe dovuto servire per controllare una parte dell'Oceano Indiano e del Canale di Drake, tra gli oceani Atlantico e Pacifico.
La Germania non avanzò mai alcuna rivendicazione territoriale sulla regione, che fu abbandonata nel 1945.

## Riconoscimento internazionale

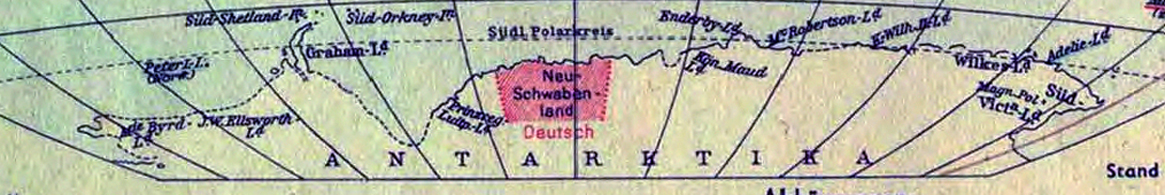
Mappa dell'Antartide (1941) con evidenziata Schwabenland o Nuova Svevia.

Nessun paese riconobbe le rivendicazioni tedesche, essendo tra l'altro il Terzo Reich fuori dalla Società delle Nazioni, e il Trattato Antartico del 1959 sospese tutte le rivendicazioni territoriali. Oggi i resti della base tedesca Neumayer sono situati sulla banchisa in prossimità di questa zona. Il nome ''Neuschwabenland'' (qualche volta chiamata "New Schwabenland" o "New Swabia") è tuttora usato in alcune mappe.

## Teoria della Base 211
La leggenda narra che la spedizione tedesca in Nuova Svevia fosse stata organizzata dalle forze armate per scopi prettamente militari e di sviluppo delle armi. Secondo alcune fonti di tipo complottista, infatti, sotto il ghiaccio sarebbe nascosta la leggendaria Base 211, dove i tedeschi avrebbero tentato di costruire ipotetiche nuove armi e veicoli come il Vril; altre teorie, anch'esse prive di qualunque validità oggettiva, immaginano invece che questa base sarebbe stata il rifugio segreto di Adolf Hitler, dove egli stesso avrebbe fondato le basi per la costruzione di un futuro Quarto Reich, per poi ripartire alla conquista del mondo.